# Sami Aittokallio
Sami Aittokallio (6 agosto 1992) è un hockeista su ghiaccio finlandese, di ruolo portiere, gioca nell'Ässät nel campionato della Liiga.
Precedentemente ha giocato nel Colorado Avalanche del National Hockey League (NHL).

## Carriera
Aittokallio è stato selezionato nel quarto round, 107º in assoluto dalla Colorado Avalanche nella NHL Entry Draft del 2010. Nonostante prima della selezione fosse il numero uno in Europa, fu scelto come portiere per settimo.
Nella stagione 2009-10, Aittokallio fece il suo esordio nella Liiga all’età di 17 anni, giocando una sola partita per l'Ilves. Oltre a rappresentare il Tampereen Ilves come junior, trascorse una parte della stagione in prestito al Lempäälän Kisa nella Mestis. Il 12 aprile 2010 firmò un prolungamento del contratto di due anni per rimanere nel Tampereen Ilves, la squadra con cui iniziò da giovane. In ogni stagione ha continuato a giocare sia per il Tampereen Ilves junior e sia per il LeKi, e durante la stagione 2010 - 11 della Liiga raggiunse l’apice della sua carriera con 16 partite e 5 vittorie.
Dopo aver completato l'idoneità junior e terminato il suo contratto con il Ilves (hockey su ghiaccio), l’11 maggio 2012 firmò un contratto di terzo livello con l’Avalanche.

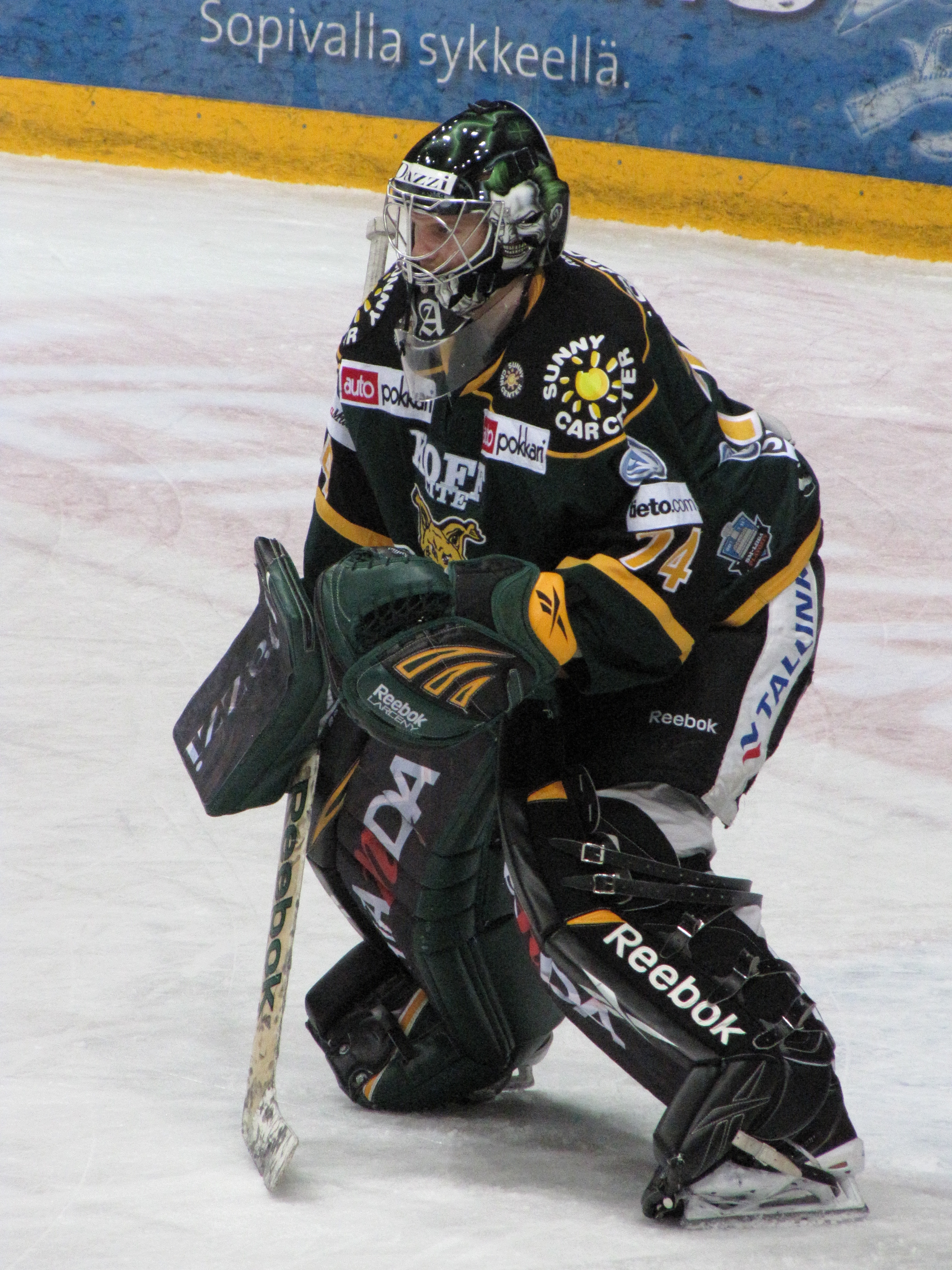
Aittokallio mentre gioca in Finlandia.

Dopo 26 partite con i Monsters, ricevette il suo primo richiamo della NHL all'Avalanche durante il lockout abbreviato della stagione 2012 - 2013, per ricoprire il ruolo di riserva, dopo un infortunio all'avvio del portiere Semyon Varlamov il 9 aprile 2013.
L'11 aprile 2013, debuttò alla NHL contro i Los Angeles Kings, diventando il più giovane portiere, da quando Marc Denis iniziò la sua carriera nell'Avalanche. Aittokallio non è riuscito a portare a termine la partita a causa di un episodio di disidratazione durante il terzo tempo e fu rimpiazzato nella sconfitta finale dal veterano Jean-Sébastien Giguère.
Durante la stagione 2014-2015, si infortunò giocando con i Monsters e i Fort Wayne Komets della lega ECHL.
Nonostante avesse ricevuto un'offerta vantaggiosa dall'Avalanche, optò per il ritorno in Finlandia in modo da poter accelerare gli sviluppi per firmare un contratto di due anni con la squadra del Liiga club, Oulun Kärpät. Successivamente, durante la bassa stagione, il 25 agosto 2015, firmò un contratto di un anno per rimanere all'interno dell'Avalanche, con una clausola europea che gli avrebbe permesso il proseguimento del suo contratto con i Kärpät.
Dopo due stagioni con i Kärpät, lasciò il club e la Finlandia e, il 13 maggio 2017, firmò un contratto di un anno con l'HC Sparta Praha, club ceco dell'Extraliga. La stagione 2017-18 fu un periodo di successo in Repubblica Ceca: collezionò 15 vittore nel ruolo di titolare in 28 partite.
Il 13 aprile 2018, tornò alla Finnish Liiga, firmando un contratto di un anno con il Vaasan Sport, suo terzo club finlandese. Nella stagione 2018-19, non fu in grado di ricreare gli alti punteggi delle stagioni precedenti, collezionando 9 vittorie in 30 partite e terminado con una media di 3,10 a goal, quando il Vaasan Sport perse di poco contro il Wild Card.
Il 10 maggio 2019, firmò un contratto della durata di un anno con il Porin Ässät, sua quarta squadra della Liiga.

## Carriera internazionale
Inizialmente, Aittokallio fu selezionato dalla federazione Hockey Canada per rappresentare la Finlandia durante il torneo 2009 world U-17 Hockey Challange. Con la squadra al di sotto delle sue forze, Aittokallio rispecchiò il team finlandese e, senza vincerne nemmeno una, giocò tre partite del torneo per poi finire in ultima posizione. Ricercato per la sua scaltrezza nell’hockey, per gli ottimi riflessi e per l’atletismo, Aittokallio è stato selezionato come prima scelta al campionato del World Under-18 nel 2010 per la Finlandia tenutosi a Minsk, in Bielorussia. Egli, comunque, non poté partecipare al torneo a causa di un infortunio all’anca, che si procurò quando la Finlandia doveva difendere la sua medaglia di bronzo contro la Russia.
Aittokallio fu selezionato come portiere di riserva di Joni Ortio per la nazionale finlandese durante il 2011 World Junior Championships. Giocò solo una volta al posto di Ortio, nel terzo tempo quando la squadra vinceva 6-0 con la Slovacchia, il 31 dicembre 2010.
Aittokallio tornò per il 2012 World Junior Championship, stavolta in qualità di portiere titolare per la nazionale finlandese e con Christopher Gibson come suo portiere di riserva. Durante la semifinale contro la Svezia, Aittokallio fece 56 parate, ma la partita si concluse con la vittoria della squadra avversaria con 2-3 ai calci di rigore. Ciononostante, venne proclamato uomo partita per la Finlandia grazie ad una performance impressionante. Successivamente a quella sconfitta, giocarono contro il Canada per la medaglia di bronzo, ma persero con un punteggio di 0-4. Nonostante ciò, la Finlandia registrò la sua miglior performance nel campionato Under-20 fin dal 2006 posizionandosi al quarto posto e Aittokallio, di conseguenza, entrò nella classifica tra i primi tre migliori giocatori del torneo.

## Statistiche professionali

### Stagione sportiva e spareggi
| 2009–10      | Ilves              | SM-l         | 1   | 0  | 0  | 0  | 1    | 0   | 0 | 0.00 | 1.000 | — | — | — | —   | —  | — | —    | —    |
| 2010–11      | Ilves              | SM-l         | 16  | 5  | 8  | 0  | 790  | 36  | 1 | 2.73 | .909  | 2 | 0 | 2 | 116 | 5  | 0 | 2.57 | .911 |
| 2011–12      | Ilves              | SM-l         | 11  | 1  | 6  | 0  | 596  | 28  | 0 | 2.82 | .910  | — | — | — | —   | —  | — | —    | —    |
| 2012–13      | Lake Erie Monsters | AHL          | 27  | 14 | 12 | 1  | 1540 | 77  | 1 | 3.00 | .899  | — | — | — | —   | —  | — | —    | —    |
| 2012–13      | Colorado Avalanche | NHL          | 1   | 0  | 0  | 0  | 49   | 2   | 0 | 2.45 | .920  | — | — | — | —   | —  | — | —    | —    |
| 2013–14      | Lake Erie Monsters | AHL          | 36  | 15 | 15 | 3  | 2060 | 91  | 4 | 2.65 | .909  | — | — | — | —   | —  | — | —    | —    |
| 2013–14      | Colorado Avalanche | NHL          | 1   | 0  | 1  | 0  | 40   | 3   | 0 | 4.50 | .833  | — | — | — | —   | —  | — | —    | —    |
| 2014–15      | Lake Erie Monsters | AHL          | 16  | 7  | 5  | 1  | 809  | 43  | 0 | 3.19 | .900  | — | — | — | —   | —  | — | —    | —    |
| 2014–15      | Fort Wayne Komets  | ECHL         | 4   | 3  | 1  | 0  | 245  | 20  | 0 | 4.90 | .823  | — | — | — | —   | —  | — | —    | —    |
| 2015–16      | Kärpät             | Liiga        | 33  | 18 | 4  | 9  | 1922 | 63  | 2 | 1.97 | .920  | 3 | 1 | 1 | 149 | 4  | 0 | 1.61 | .931 |
| 2016–17      | Kärpät             | Liiga        | 16  | 1  | 7  | 5  | 821  | 33  | 1 | 2.41 | .913  | — | — | — | —   | —  | — | —    | —    |
| 2017–18      | HC Sparta Praha    | ELH          | 28  | 15 | 10 | 3  | 1580 | 62  | 1 | 2.35 | .918  | 3 | 0 | 3 | 170 | 10 | 0 | 3.53 | .870 |
| 2018–19      | Vaasan Sport       | Liiga        | 30  | 9  | 9  | 9  | 1691 | 93  | 0 | 3.10 | .895  | — | — | — | —   | —  | — | —    | —    |
| 2019–20      | Ässät              | Liiga        | 25  | 9  | 10 | 3  | 1291 | 51  | 2 | 2.37 | .904  | — | — | — | —   | —  | — | —    | —    |
| Totale Liiga | Totale Liiga       | Totale Liiga | 132 | 43 | 44 | 26 | 7112 | 304 | 6 | 2.54 | .908  | 5 | 1 | 3 | 265 | 9  | 0 | 2.04 | .921 |
| Totale NHL   | Totale NHL         | Totale NHL   | 2   | 0  | 1  | 0  | 89   | 5   | 0 | 3.36 | .884  | — | — | — | —   | —  | — | —    | —    |

| Anno          | Squadra       | Evento        | Risultato     |   | GP | W | L | T   | MIN | GA | COSÌ | GAA   | SV% |
| ------------- | ------------- | ------------- | ------------- | - | -- | - | - | --- | --- | -- | ---- | ----- | --- |
| 2009          | Finlandia     | WJC17         | 10 °          | 3 | 0  | 3 | 0 | 153 | 16  | 0  | 6.27 | .792  |     |
| 2011          | Finlandia     | WJC           | 6 °           | 1 | 0  | 0 | 0 | 20  | 0   | 0  | 0.00 | 1.000 |     |
| 2012          | Finlandia     | WJC           | 4 °           | 5 | 3  | 2 | 0 | 310 | 13  | 1  | 2.52 | .937  |     |
| Totali junior | Totali junior | Totali junior | Totali junior | 9 | 3  | 5 | 0 | 483 | 29  | 1  | 3.60 | .920  |     |